# Mazax
Mazax es un género de arañas araneomorfas de la familia Corinnidae. Se encuentra en África.

## Lista de especies
Según The World Spider Catalog 12.0:
- Mazax ajax Reiskind, 1969
- Mazax chickeringi Reiskind, 1969
- Mazax kaspari Cokendolpher, 1978
- Mazax pax Reiskind, 1969
- Mazax spinosa (Simon, 1897)
- Mazax xerxes Reiskind, 1969